# Rourouka Kada
Rourouka Kada (auch: Rourouka) ist ein Dorf in der Landgemeinde Gabi in Niger.

## Geographie
Das von einem traditionellen Ortsvorsteher (chef traditionnel) geleitete Dorf befindet sich rund 20 Kilometer südwestlich des Hauptorts Gabi der gleichnamigen Landgemeinde, die zum Departement Madarounfa in der Region Maradi gehört. Zu den Siedlungen in der näheren Umgebung von Rourouka Kada zählen Tchida Fawa im Norden, Maraka im Osten und Douhoun Bara im Südosten.
Rourouka Kada ist Teil der Übergangszone zwischen Sahel und Sudan. Die durchschnittliche jährliche Niederschlagsmenge beträgt hier zwischen 500 und 600 mm. Das Dorf liegt am Rand des Waldes von Baban Rafi, der größten und am dichtesten bewaldeten Baumsavanne in der Region Maradi. Hier wachsen Flügelsamengewächse, die an manchen Stellen mit Mimosengewächsen vergesellschaftet sind.

## Geschichte
Ende der 2010er Jahre kam es in Rourouka Kada wie in weiteren Orten nahe der Staatsgrenze zu Nigeria regelmäßig zu Viehdiebstählen. Das Armed Conflict Location and Event Data Project erfasste für das erste Quartal 2024 in der Region Maradi insgesamt 27 gewaltsame Konfliktfälle mit 23 Toten und nannte Rourouka Kada unter den betroffenen Orten.

## Bevölkerung
Bei der Volkszählung 2012 hatte Rourouka Kada 1244 Einwohner, die in 166 Haushalten lebten. Bei der Volkszählung 2001 betrug die Einwohnerzahl 802 in 121 Haushalten und bei der Volkszählung 1988 belief sich die Einwohnerzahl auf 1403 in 212 Haushalten.

## Wirtschaft und Infrastruktur
Im Dorf ist ein Gesundheitszentrum des Typs Centre de Santé Intégré (CSI) vorhanden. Es gibt eine Schule.